# Doratogonus castaneus
Doratogonus castaneus é uma espécie de milípede da família Spirostreptidae.
Pode ser encontrada nos seguintes países: África do Sul e Essuatíni.